# گرندرپیدز شرقی (میشیگان)
گرندرپیدز شرقی، میشیگان (به انگلیسی: East Grand Rapids, Michigan) یک شهر در ایالات متحده آمریکا با جمعیت ۱۰٬۶۹۴ نفر است که در میشیگان واقع شده‌است.

## موقعیت جغرافیایی
موقعیت جغرافیایی شهرها و مناطق اطراف به شرح زیر است: